# Hidroelektrana Sajano Šušenskaja
Hidroelektrana Sajano-Šušenskaja je smještena na rijeci Jenisej, blizu mjesta Sajanogorsk u Republici Hakasiji, dijelu Ruske Federacije u južnom dijelu središnjeg Sibira. To je najveća hidroelektrana u Rusiji i šesta u svijetu po snazi proizvedene električne energije. 
Do 2009. je radilo 10 Francisovih turbina, svaka sa snagom od 640 MW. Nakon nesreće, koja se desila 17. kolovoza 2009., rade samo 3 električna generatora, s izlaznom snagom od 1 920 MW. Nakon ugradnje 7 novih vodnih turbina, ukupna instalirana snaga će biti 6 400 MW i godišnja proizvodnja od 23,5 TWh, a to se očekuje 2014.
Betonska brana je lučna i gravitacijskog tipa, dužine 1 066 m i visine 246 m. Visina vodenog stupca ili maksimalni raspoloživi vodeni pad je 194 m. Preljev ima kapacitet od 13 600 m3/s. Umjetno jezero ima površinu 621 km2. Brana je izgrađena da izdrži potres jakosti 8 stupnjeva po Richterovoj ljestvici.

## Povijest
Odluka da se gradi hidroelektrana Sajano-Šušenskaja je donesena 1960. 1961. geolozi su izvršili ispitivanja i odlučili o tačnom položaju. Gradnja je počela 1968., a završena 1987. Hidroelektrana je djelomično obnovljena 1987. Ona je djelomično privatizirana 1993. 

### Problem sa stabilitetom brane
1998. ruski ministar za izvanredne situacije je izjavio da se konstrukcija brane opasno promijenila i da možda neće moći izdržati sljedeće proljetne poplave. Postolje brane je oslabilo, tako da se dio vode pušta preko preljeva brane. Spoj između betona brane i stijena je isto oslabio.
Postoji problem i s cijeđenjem vode kroz beton brane. 1993. beton je natopljen sa smolom, pa se situacija popravila. Nakon toga se popravci redovito ponavljaju. 2004. je obnovljen beton na ulazu vode prema tlačnom cjevovodu. 8. rujna 2009. hidroelektrana je zatvorena jer 85 % opreme treba biti zamijenjeno.
Vlasnik hidroelektrane izjavljuje 11. rujna 2009., da je brana stabilna, jer je 11 000 senzora ugrađeno na njoj, čime se prati pomicanje brane. Pomicanje brane je smanjeno, a najveći pomak je zabilježen 2006., kada je izmjeren pomak brane od 141,5 mm. Pomak između brane i strojarnice je izmjeren 2,3 mm, što se smatra da nije kritično. Vlasnik smatra da je brana projektirana za sile koje su 2,4 puta veće, nego što su stvarne sile. 
Smatra se da ipak opasnost od stabiliteta brane nije prošla. Uzvodno od brane nema opreme za kontrolu poplava, tako da proljetne poplave znatno opterećuju branu. Tako je u lipnju 2010., dotok vode zbog otapanja snijega bio dvostruko veći nego što je normalno. Preljev vode nije dovoljan da se sva ta količina vode ispusti.

## Nesreće na hidroelektrani

### Nesreća 1979.
23. svibnja 1979. vode koje su nastale zbog proljetne poplave su poplavile strojarnicu i oštetile prvu vodnu turbinu. Ona je ponovo proradila 4. srpnja 1979.

### Nesreća 1985.
Snažne proljetne poplave su uništile oko 80 % betona na dnu preljeva, pokidavši sidrene vijke debljine 50 mm i ukopavši 7 metara duboku rupu u stijeni. 

### Nesreća 1988.
Snažne proljetne poplave su uništile znatno preljev, zbog čega se maksimalni raspoloživi vodeni pad smanjuje za 5 metara. 

### Nesreća 2009.
17. kolovoza 2009. hidroelektrana Sajano-Šušenskaja je doživjela veliku nesreću, kada je strojarnica poplavljena, a nekoliko transformatora je eksplodiralo. Dva tjedna poslije je potvrđeno da je poginulo 75 radnika.
Hidroelektrana je prestala sasvim s radom i isporukom električne energije. Okolni proizvođači aluminija su prestali s radom, neisporučivši oko 500 000 tona aluminija na tržište. Nesreća je uzrokovala izljevanje oko 40 tona transformatorskog ulja, čime se uljna mrlja proširila do 80 km nizvodno. 
Procijenjeno je da će popravak trajati do 2014. i da će koštati oko 1,2 milijarde američkih dolara.
3. listopada 2009. objavljen je službeni izvještaj o nesreći na hidroelektrani Sajano-Šušenskaja, iz čega se može zaključiti da je prvenstveni uzrok nesreće pojava vibracija na vodnoj turbine broj 2. Vibracije na vodnoj turbini su dovele do zamora materijala (engl. fatique), što je uzrokovalo pucanje postolja vodne turbine i metalne zaštite turbine. U trenutku nesreće, 6 vijaka na metalnoj zaštiti turbine je nestalo (pucanje vijaka), a na ostalih 41 vijak (od ukupno 49), pronađeni su tragovi zamora materijala. Na 8 vijaka je pronađeno da je ostećenje od zamora materijala, prešlo 90 % poprečnog presjeka. 
Nakon što su vijci, koji drže postolje vodne turbine, popucali, tlak vode (oko 20 bara) je izbacio rotor i metalnu zaštitu, što je uzrokovalo uništenje cijele strojarnice i eksploziju nekoliko transformatora. Voda pod tlakom je poplavila strojarnicu, nastavivši uništavanje opreme i usmrtivši 75 ljudi.